# Patroclo

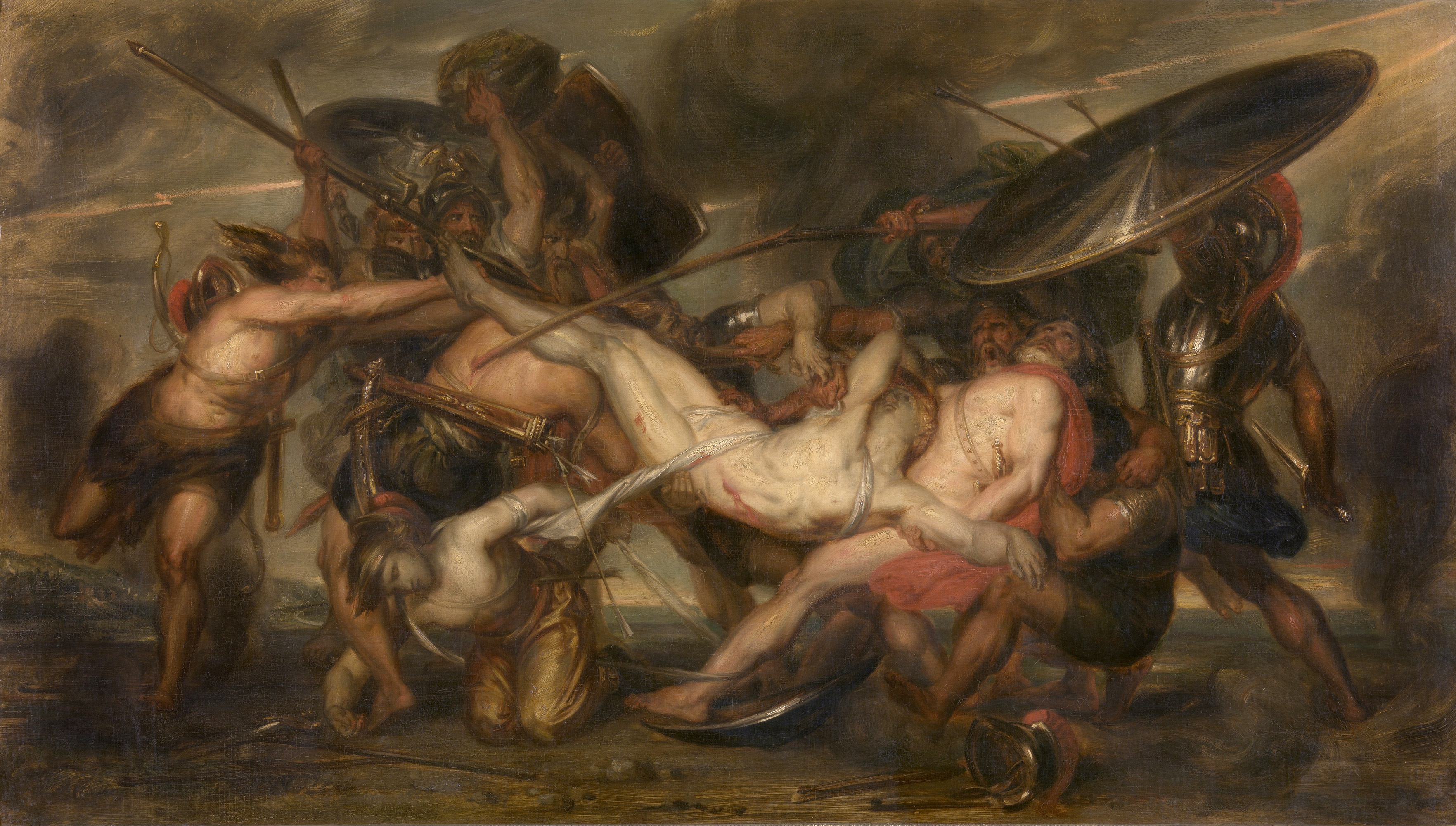
Lotta fra troiani e greci per il corpo di Patroclo, dipinto di Antoine Wiertz

Patroclo (in greco antico: Πάτροκλος?, Pátroklos o Πατροκλῆς, Patroklễs, lett. "la gloria [κλέϝος] del padre [πατήρ]"; in latino Patroclus o Patrocles) è una figura della mitologia greca, tra le più importanti nella guerra di Troia. Figlio di Menezio e di Stenele, indossò le armi di Achille quando questi, offeso dal re di Micene Agamennone, che gli aveva sottratto la sua schiava Ippodamia (chiamata anche con il patronimico Briseide), simbolo del valore dimostrato, rifiutò di continuare a combattere contro i Troiani. Presentatosi in battaglia al posto di Achille per dare coraggio agli Achei, Patroclo provocò scompiglio nelle file nemiche, che respinse vittoriosamente, ma venne indebolito dal dio Apollo, ferito da Euforbo e infine ucciso da Ettore. Il desiderio di vendicare Patroclo indusse Achille a riprendere la guerra e a uccidere Ettore stesso.

## Il mito

### Origini

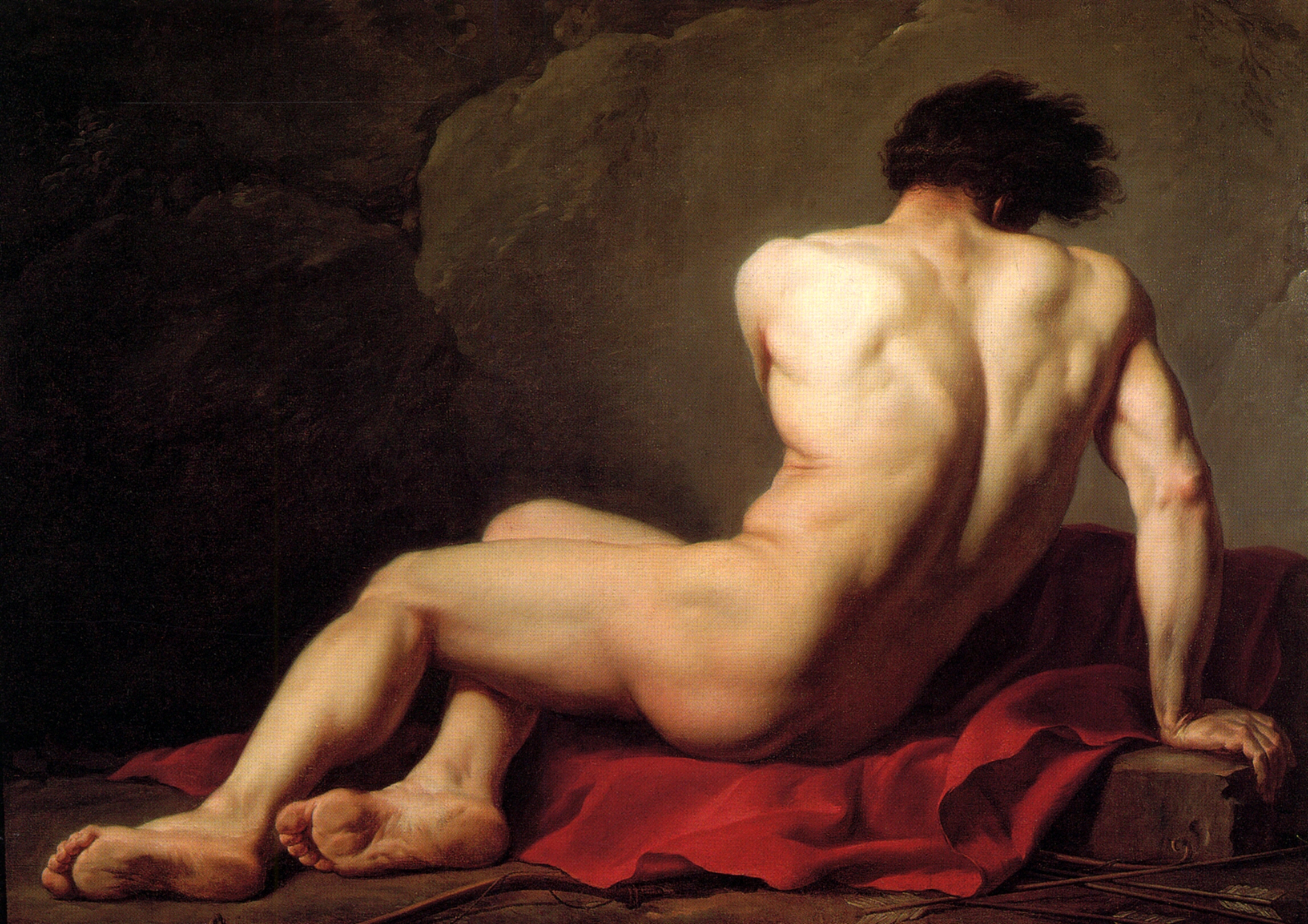
Patroclo, in un dipinto a olio di Jacques-Louis David, 1780.

La tradizione più autorevole, sostenuta da Omero, afferma che Patroclo era figlio di Menezio, re di Opunte, nella Locride. Una tradizione erronea, talvolta posta in alternativa a questa prima, attribuisce la paternità dell'eroe ad Eaco. Sua madre pare fosse Stenele, figlia d'Acasto, oppure Piope, figlia di Ferete, oppure Polimela (o Periapide), figlia di Peleo, oppure Filomela, figlia di Attore oppure Periopis (Περίωπις), (figlia di Fere). Patroclo fu maggiore di Achille per età, ma, al pari di quasi tutte le figure della guerra di Troia, non ne eguagliava le virtù fisiche e belliche.

### Morte

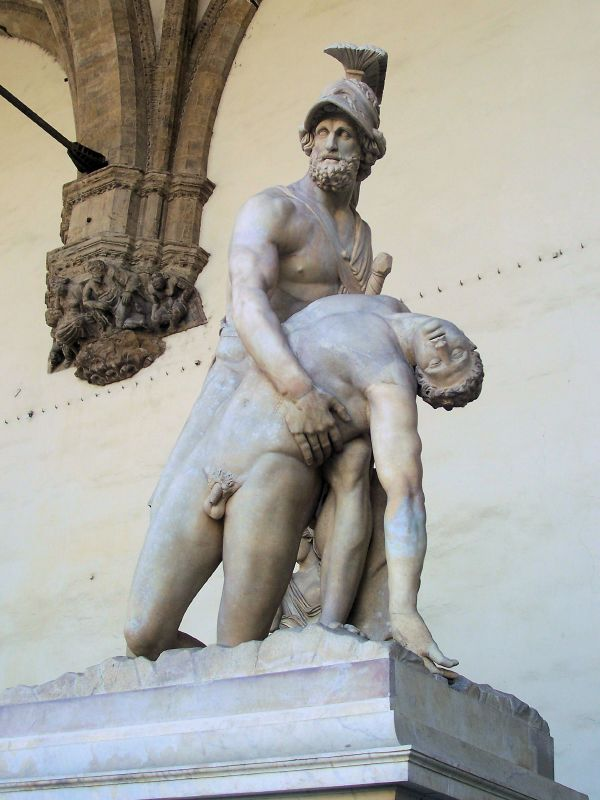
Patroclo e Menelao, statua in Piazza della Signoria a Firenze

Costretto ad abbandonare la sua città, si rifugiò presso Peleo dove conobbe Achille, destinato a diventare il suo compagno. Patroclo si recò nel palazzo di Tindaro per chiedere la mano di Elena. Secondo una versione si liberò di un altro scomodo pretendente, un certo Las, uccidendolo prima che si presentasse alla corte del re.
Insieme all'amante si recò alla guerra di Troia, dove si conquistò gloria e rispetto, e quando Achille si ritirò dalla battaglia, Patroclo, indossate le sue armi, si spacciò per il compagno, portando terrore e scompiglio nelle schiere avversarie e ribaltando le sorti della battaglia. Ma non tenne conto del consiglio di Achille, ossia limitarsi a respingere i troiani dall'accampamento acheo, e questo ne causò la caduta. In un primo momento Apollo lo stordì, colpendolo due volte e respingendolo alle mura di Troia, che altrimenti avrebbe conquistato, poi Euforbo lo ferì con un colpo di lancia e infine Ettore gli diede il colpo di grazia, trapassandolo con la lancia dalla propria biga.
Spogliato delle armi, il cadavere di Patroclo fu conteso dai due schieramenti nel corso di una lotta furiosa che si concluse solo con l'arrivo di Achille: al suo grido, i troiani fuggirono in preda al terrore all'interno delle mura della città. Sconvolto dal dolore, dopo aver organizzato i giochi funebri in onore del compagno, Achille riprese parte alla guerra.
Le ceneri del suo corpo furono messe accanto a quelle di Antiloco (ucciso da Memnone) e mischiate insieme a quelle di Achille, dopo che costui morì ad opera di Paride.
Nell'Iliade Patroclo è una figura abbastanza particolare: infatti le sue caratteristiche dominanti sono la bontà e la dolcezza, un fatto abbastanza inusuale se si pensa agli altri eroi del poema, come Achille o Ettore, piuttosto rudi. Molti personaggi lo lodano, come Briseide, che lo definisce "sempre dolce", e persino i cavalli di Achille lo piangono, poiché era stato un buon auriga per loro. Un episodio che evidenzia la gentilezza di Patroclo è quello descritto nel libro XVI (versi 1-100), in cui egli corre in lacrime da Achille, dicendo che molti Achei stanno morendo in battaglia e altri sono feriti; si preoccupa, quindi della sorte dei suoi compagni. Inoltre il poeta lo apostrofa spesso, tradendo una certa simpatia per il suo personaggio.

## L'amore tra Patroclo e Achille

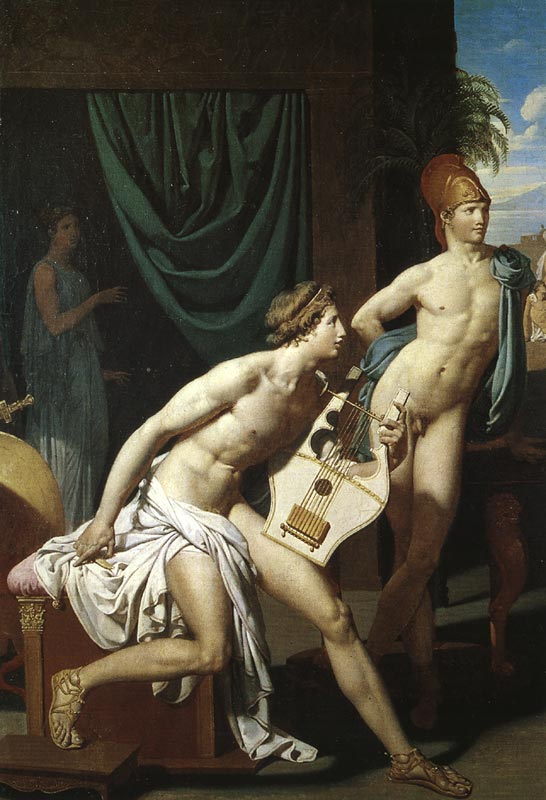
Achille e l'amante Patroclo, in un particolare del dipinto Gli inviati di Agamennone (1801) di Jean Auguste Dominique Ingres

Il rapporto tra Achille e Patroclo è uno degli elementi chiave dei miti associati alla guerra di Troia: quale sia stata la sua effettiva natura e fino a che punto si sia spinta questa stretta amicizia tra i due eroi è stata oggetto di controversie sia nel periodo antico sia nei tempi moderni.
Negli anni la loro relazione è stata reputata come un rapporto di pederastia greca, anche se altri opinano che si sia trattato di un vero e proprio amore. Altri invece, la ritengono un'amicizia fraterna.

## Nella cultura di massa
- Nel film Troy Patroclo appare come cugino di Achille, che ha per lui una predilezione ma nessun tipo di implicazione amorosa.
- Nel film Alexander la storia di Patroclo e Achille è presentata come esempio di relazione omosessuale.
- Nel libro La canzone di Achille di Madeline Miller, Patroclo è narratore e protagonista: egli racconta la sua vita trascorsa insieme ad Achille, dal primo incontro fino alla fine.